# Йобст Николаус II фон Хоенцолерн
Йобст Николаус II фон Хоенцолерн (на немски: Jobst Nicolaus II, Graf von Hohenzollern-Hechingen; * 1514; † 10 юни 1558, Хехинген) от швабската линия на Хоенцолерните, е граф на Хоенцолерн-Хехинген.

## Произход
Той е единственият син на граф Йоахим фон Хоенцолерн († 1538) и съпругата му Анастасия фон Щофелн († 1530), дъщеря на фрайхер Фридрих фон Щофелн. Внук е на Айтел Фридрих II фон Хоенцолерн († 1512), граф на Хайгерлох, и принцеса Магдалена фон Бранденбург († 1496).
Той умира на 10 юни 1558 г. в Хехинген и е погребан там.

## Фамилия
Йобст Николаус II фон Хоенцолерн се жени 1531 г. в Мескирх за графиня Анна фон Цимерн-Вилденщайн (* 28 юни 1513, Мескирх; † 1570), дъщеря на граф Готфрид Вернер фон Цимерн († 1554) и Аполония фон Хенеберг († 1548). Te нямат деца.